# Trung Canada
Trung Canada (hay các tỉnh miền Trung) là một khu vực bao gồm hai tỉnh lớn nhất và đông dân nhất của Canada: Ontario và Québec. Về mặt địa lý, chúng không nằm ở trung tâm của đất nước mà thay vào đó là phần phía tây của Đông Canada. Do dân số cao, Ontario và Québec có truyền thống nắm giữ một lượng quyền lực chính trị đáng kể ở Canada, dẫn đến một số sự phẫn nộ từ các khu vực khác của đất nước. Trước khi thành lập liên bang, thuật ngữ "Canada" được sử dụng cho khu vực Trung Canada. Ngày nay, thuật ngữ "Trung Canada" thường ít được sử dụng hơn so với tên của các tỉnh riêng lẻ.

## Địa lý
Trung Canada đi dọc qua phía đông của thành phố Winnipeg, Manitoba; các trung tâm địa lý của Canada nằm gần Hồ Baker, Nunavut.
Trước khi thành lập Liên bang, khu vực được gọi là Canada là nơi mà ngày nay gọi là Trung Canada. Nam Ontario đã từng được gọi là Thượng Canada và Hạ Canada, và phía nam Québec tại Thượng và Hạ Canada Đông. Cả hai đều là một phần của tỉnh bang và lãnh thổ của Canada vào năm 1841.

## Dân số
Kết hợp lại, hai tỉnh có khoảng 23 triệu dân, chiếm 62% dân số Canada. Hạ viện Canada có 199 đại biểu đại diện cho riêng khu vực này (121 của Ontario, 78 của Québec) trong tổng số 338 đại biểu. Các phần phía nam của hai tỉnh — đặc biệt là hành lang thành phố Quebec-Windsor—là khu vực có số lượng khu vực đô thị hóa và công nghiệp hóa nhiều nhất Canada, bao gồm hai thành phố lớn nhất của đất nước là Toronto và Montréal và thủ đô liên bang Ottawa.
Thống kê dân số các vùng đô thị theo Điều tra dân số 2016
1. Toronto, ON: 5.928.040
2. Montréal, QC: 4.098.927
3. Ottawa, ON–Gatineau, QC: 1.323.783
4. Québec, QC: 800.296
5. Hamilton, ON: 747.545
6. Kitchener, ON: 523.894
7. London, ON: 494.069
8. St. Catharines–Niagara, ON: 406.074
9. Oshawa, ON: 379.848
10. Windsor, ON: 329.144
11. Sherbrooke, QC: 212.105
12. Barrie, ON: 197.059
13. Sudbury, ON: 164.689
14. Kingston, ON: 161.175
15. Saguenay, QC: 160.980
16. Trois-Rivières, QC: 156.042
17. Guelph, ON: 151.984
18. Peterborough, ON: 121.721
19. Brantford, ON: 134.203
20. Thunder Bay, ON: 121.621
21. Belleville, ON: 103.472